# Milena Miconi
Milena Miconi (Róma, Olaszország, 1971. december 15. –) olasz színésznő és modell. A magyar közönség leginkább a Don Matteo című olasz filmsorozat 4–5. évadjából ismerheti, amelyben Laura Respighi polgármesternőt alakítja. Színjátszást tanult, pályafutását képregényszínésznőként és modellként kezdte az 1990-es évek elején.

## Szerepei

### Filmekben
- Finalmente soli, rendezte Umberto Marino (1997)
- Fuochi d'artificio, rendezte Leonardo Pieraccioni (1997)
- Il sottile fascino del peccato, rendezte Franco Salvia (2010)
- Divino, rendezte Giovanni Bufalini (2011)
- La strada di Paolo, rendezte Salvatore Nocita (2011)
- Miss Wolf and the Lamb, rendezte Roberto Leoni (2011)
- 100 metri dal paradiso, rendezte Raffaele Verzillo (2012)
- Il disordine del cuore, rendezte Edoardo Margheriti (2013)
- Babbo Natale non viene da Nord, rendezte Maurizio Casagrande (2015)

### Televíziós sorozatokban
- 1997 – Un posto al sole;
- 1998 – S.P.Q.R., rendezte Claudio Risi;
- 1999 – Anni '50, rendezte Carlo Vanzina;
- 1999 – Don Matteo, rendezte Enrico Oldoini – Il fuoco della passione;
- 2000 – Tequila & Bonetti – Crimini d'estate;
- 2000 – La casa delle beffe, rendezte Pier Francesco Pingitore;
- 2000 – Don Matteo 01, évad 15. rész rendezte Enrico Oldoini- A szenvedély tüze- Il fuoco del passione ;  Morabito úr szeretőjének szerepében
- 2003–2004 – Carabinieri 2–3, rendezte Raffaele Mertes;
- 2004 – Don Matteo 4, rendezte Giulio Base és Andrea Barzini;
- 2005 – Edda, rendezte Giorgio Capitani;
- 2005 – Péter, a kőszikla, rendezte Giulio Base;
- 2005 – Una famiglia in giallo, rendezte Alberto Simone;
- 2005–2006 – Don Matteo 5, rendezte Giulio Base, Carmine Elia, Elisabetta Marchetti;
- 2007 – Gente di mare 2, rendezte Giorgio Serafini – Una vita da salvare;
- 2008 – Vita da paparazzo, rendezte Pier Francesco Pingitore;
- 2008 – Terapia d'urgenza, rendezte Carmine Elia, Lucio Gaudino és Gianpaolo Tescari;
- 2009 – Il Commissario Manara, rendezte Luca Ribuoli, Guido Caprino és Roberta Giarrusso;
- 2011 – Il delitto di Via Poma, rendezte Roberto Faenza;
- 2011 – Sarò sempre tuo padre, rendezte Lodovico Gasparini;
- 2012 – La vita che corre, rendezte Fabrizio Costa;
- 2012 – Rex – Gioco sottobanco;
- 2013 – Un medico in famiglia 8 – Fiction TV.

## Fordítás
- Ez a szócikk részben vagy egészben  a   Milena Miconi című angol Wikipédia-szócikk fordításán alapul.  Az eredeti cikk szerkesztőit annak laptörténete sorolja fel. Ez a jelzés csupán a megfogalmazás eredetét és a szerzői jogokat jelzi, nem szolgál a cikkben szereplő információk forrásmegjelöléseként.